# Rauno Aaltonen
Pour les articles homonymes, voir Aaltonen.

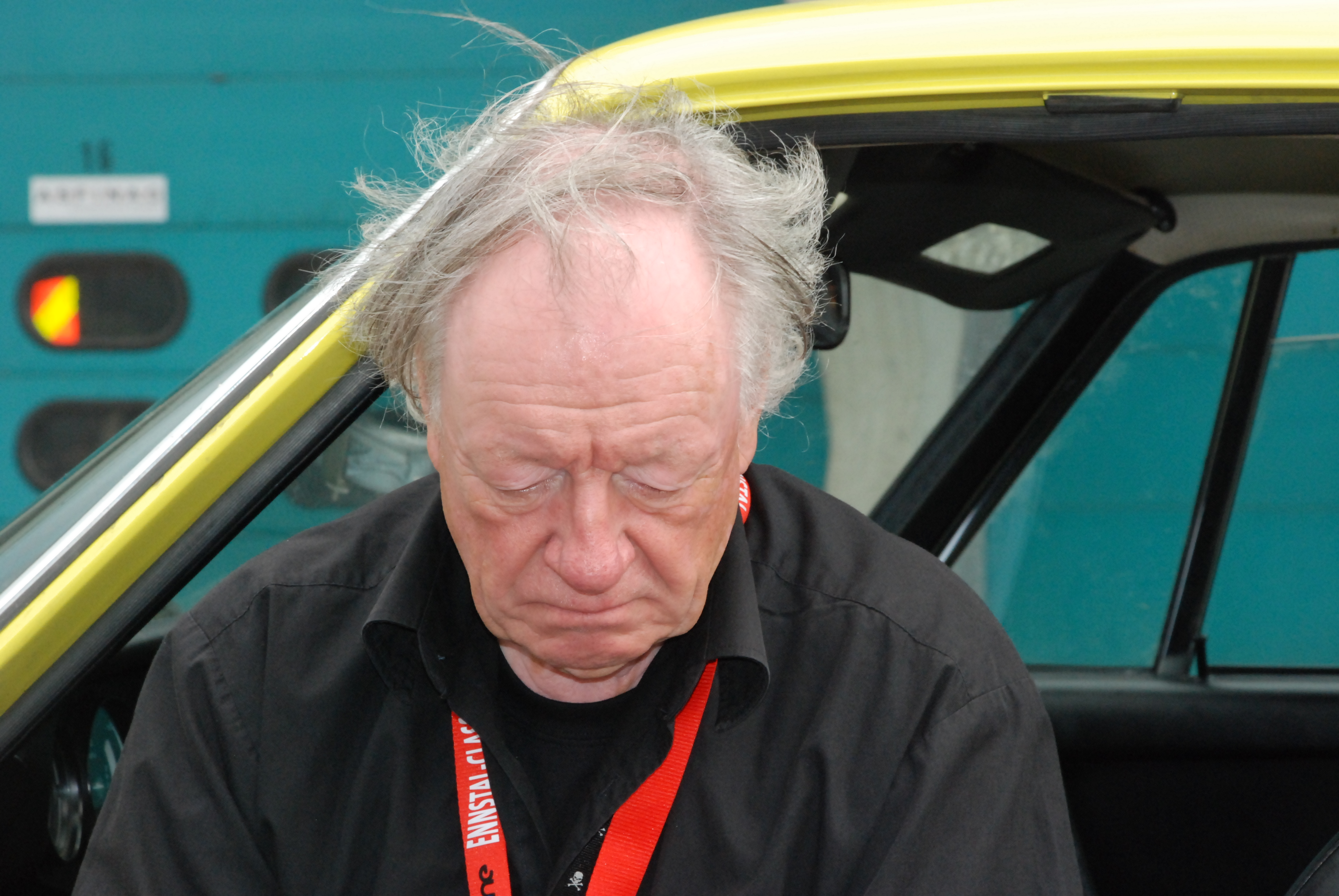
Rauno Aaltonen en 2008.

Rauno August Aaltonen, né le 17 janvier 1938 à Turku, est un pilote de rallye finlandais, qui fit partie des fameux finlandais volants des années 1960/1970.
Il commence sa carrière sportive en courses de bateaux off-shore, avant de s'essayer aux motocross, speedway moto et autres courses sur circuits motocyclistes, devenant ainsi le premier finlandais à remporter un Grand Prix (celui du Japon en 1958, en 350 cm3, devenant la même année champion de Finlande).
Il vient cependant à la compétition automobile dès 1956.
Il participe aux 24 Heures du Mans en 1965, avec l'australien Clive Baker sur l'Austin-Healey Sebring Sprite du Team Donald Healey Motor Corp. (abandon).
Il a notamment remporté le Rallye automobile Monte-Carlo 1967, et il fut l'inventeur de la technique de pilotage du freinage pied gauche.
Son copilote est le plus souvent Anssi Järvi dans les épreuves nationales des années 1960, et le britannique Tony Ambrose pour ses victoires internationales des années 1964 et 1965.
Dès sa création, il court en WRC sur Datsun puis Opel (durant 25 courses, pour 11 épreuves spéciales remportées et 65 points glanés).
Ses copilotes sont alors essentiellement Paul Easter (1973-1974), Claes Billstam (1975-1976), et surtout Lofty Drews (1977-1987).
Il cesse la compétition en 1987, au rallye du Kenya.

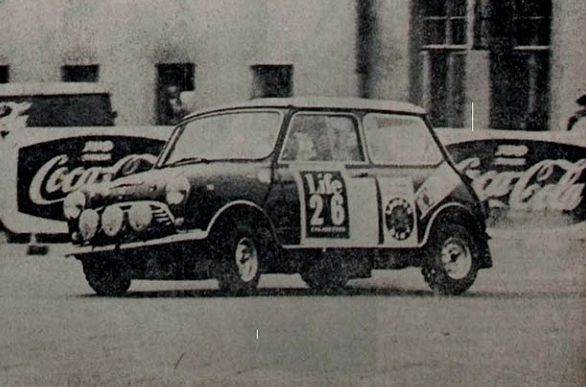
Rauno Aaltonen au rallye des 1000 lacs, en 1965 sur Morris Cooper.

## Palmarès

### Titres
- Champion d'Europe des rallyes (ERC) : 1965 sur BMC Mini Cooper S 1275 (copilote Tony Ambrose) ;
- Champion de Finlande des rallyes : 1961 sur Mercedes 220 SE, et 1965 sur BMC Mini Cooper S 1275.

### Victoires en rallye

#### Copilote
- 1961 : Rallye de Pologne (sur Mercedes-Benz 220 SE, pilote Eugen Böhringer)[1].

#### Pilote
- 1961 :

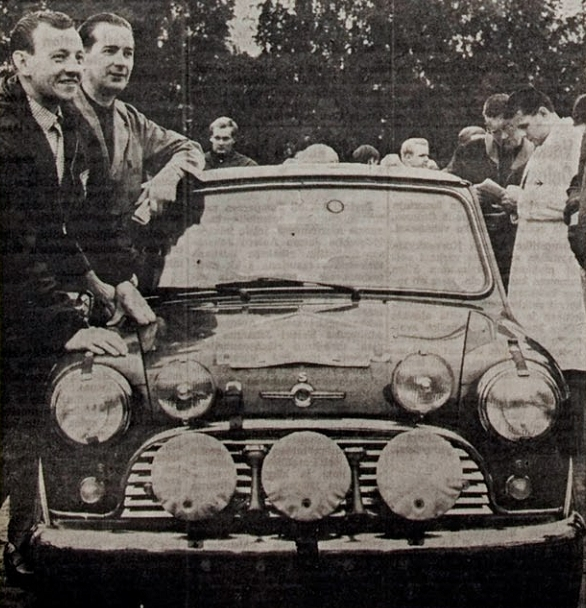
Rauno Aaltonen et son copilote Anssi Järvi au rallye des 1000 lacs 1965.

  - Rallye de Varsovie (sur Mercedes-Benz 220 SE)[2];
  - Rallye des 1000 lacs (sur Mercedes-Benz 220 SE) ;
  - Rallye Hanki (sur Saab 96).
- 1963 : Coupe des Alpes (catégorie Tourisme) (sur Mini Cooper S) ;
- 1964 : Rallye Liège-Sofia-Liège (sur Austin Healey) ;
- 1965 :
  - Rallye Munich-Vienne-Budapest (ou rallye des Trois Cités, sur BMC Mini Cooper S) ;
  - Rallye de Pologne (sur Mini Cooper S) ;
  - Rallye Vltava de Tchécoslovaquie (avec Tony Ambrose, sur Mini Cooper S)[3];
  - RAC Rally (sur Mini Cooper S) ;
  - Rallye de Genève (catégorie Tourisme) (avec Tony Ambrose sur Mini Cooper S).
- 1966 :
  - Rallye des Tulipes (avec Henry Liddon, sur Mini Cooper S) ;
  - Rallye Vltava de Tchécoslovaquie (avec Henry Liddon, sur Mini Cooper S)[4],[5].
- 1967 : Rallye Monte-Carlo (avec Henry Liddon, sur Mini Cooper S) ;
- 1970 : 3e du Rallye Londres-Mexico (le Rallye de la Coupe du Monde) (avec Henry Liddon, sur Ford Escort 1850 GT) ;
- 1972 : 3e du rallye Monte-Carlo (copilote Jean Todt) ;
- 1973 : 2e du rallye de l'Acropole ;
- 1977 :
  - Rally Cruz del Sur (Espagne) ;
  - Southern Cross Rally de Perth (copilote Jeff Beaumont sur Datsun Violet 710) ;
  - 2e du Safari Rally du Kenya (copilote Lofty Drews).
- 1978 : 3e du Safari Rally du Kenya ;
- 1980 : 2e du Safari Rally du Kenya (copilote Lofty Drews) ;
- 1981 : 2e du Safari Rally du Kenya (copilote Lofty Drews) ;
- 1984 : 2e du Safari Rally du Kenya (copilote Lofty Drews).

### Endurance sur circuit (GT)
- 1964 : 2e des 24 Heures de Spa ;

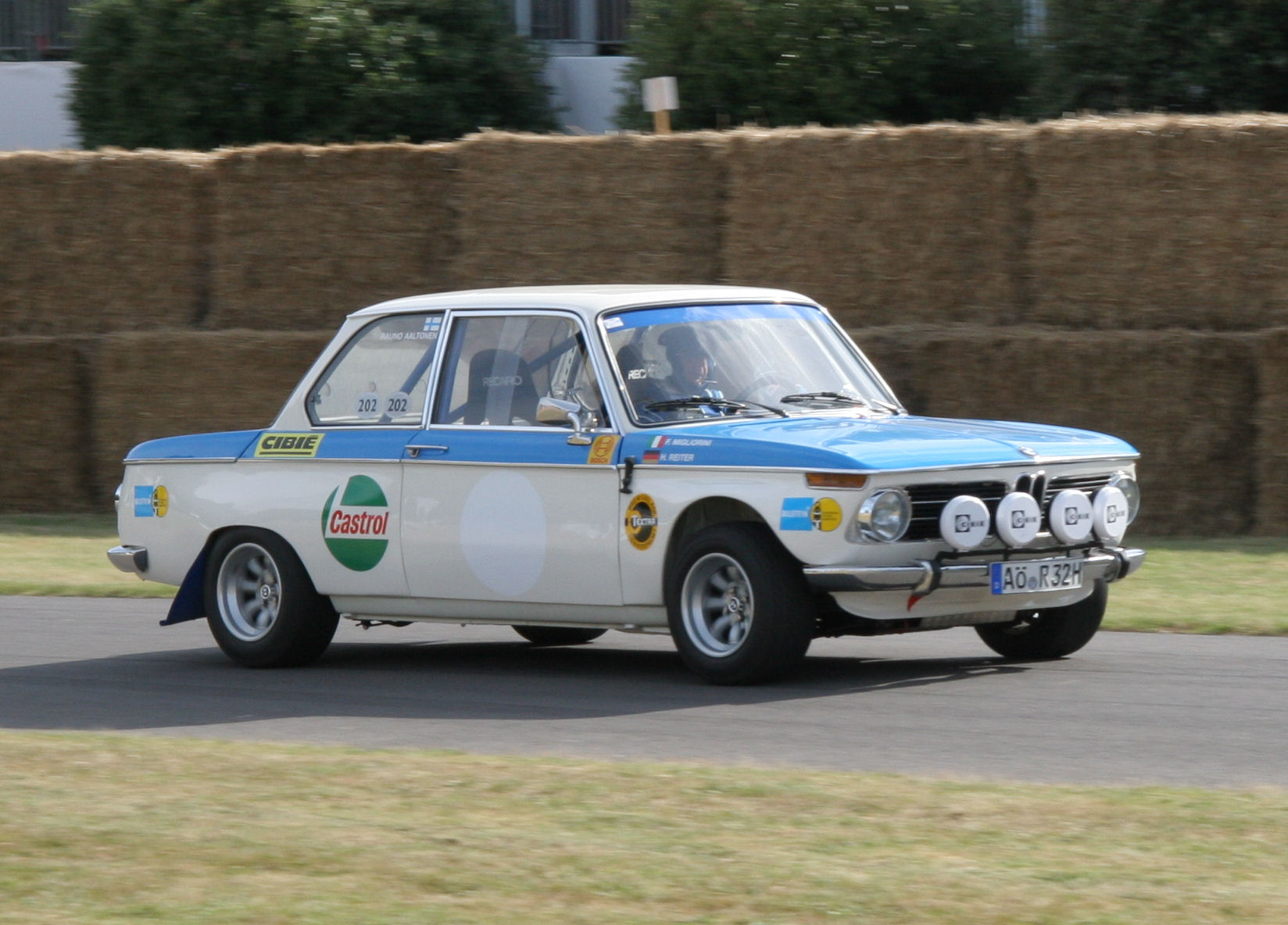
La BMW 2002TI de Rauno Aaltonen, conduite par ce dernier en 1971 et 1972 en course.

- 1965 : participation aux 24 Heures du Mans avec le britannique Clive Barker sur Austin-Healey Sebring Sprite, abandon sur casse mécanique ;
- 1966 : Gallaher 500 (en) du Mont Panorama en Nouvelle-Galles du Sud (Australie) (avec Bob Holden), sur Morris Cooper S (1re course de Touring Car sur circuit internationale officielle jamais organisée)

## Record
- Record du monde des 25 kilomètres, à 149,299 km/h de moyenne le 14 septembre 1967 sur Austin 1800 (avec J. Vernaeve, F. Fall, A. Poole et C. Baker, sur l'Autodrome de Monza)[6].

## Distinction
- Membre du Rally Hall of Fame depuis 2010 (première promotion).